# Jüdischer Friedhof (Staden)

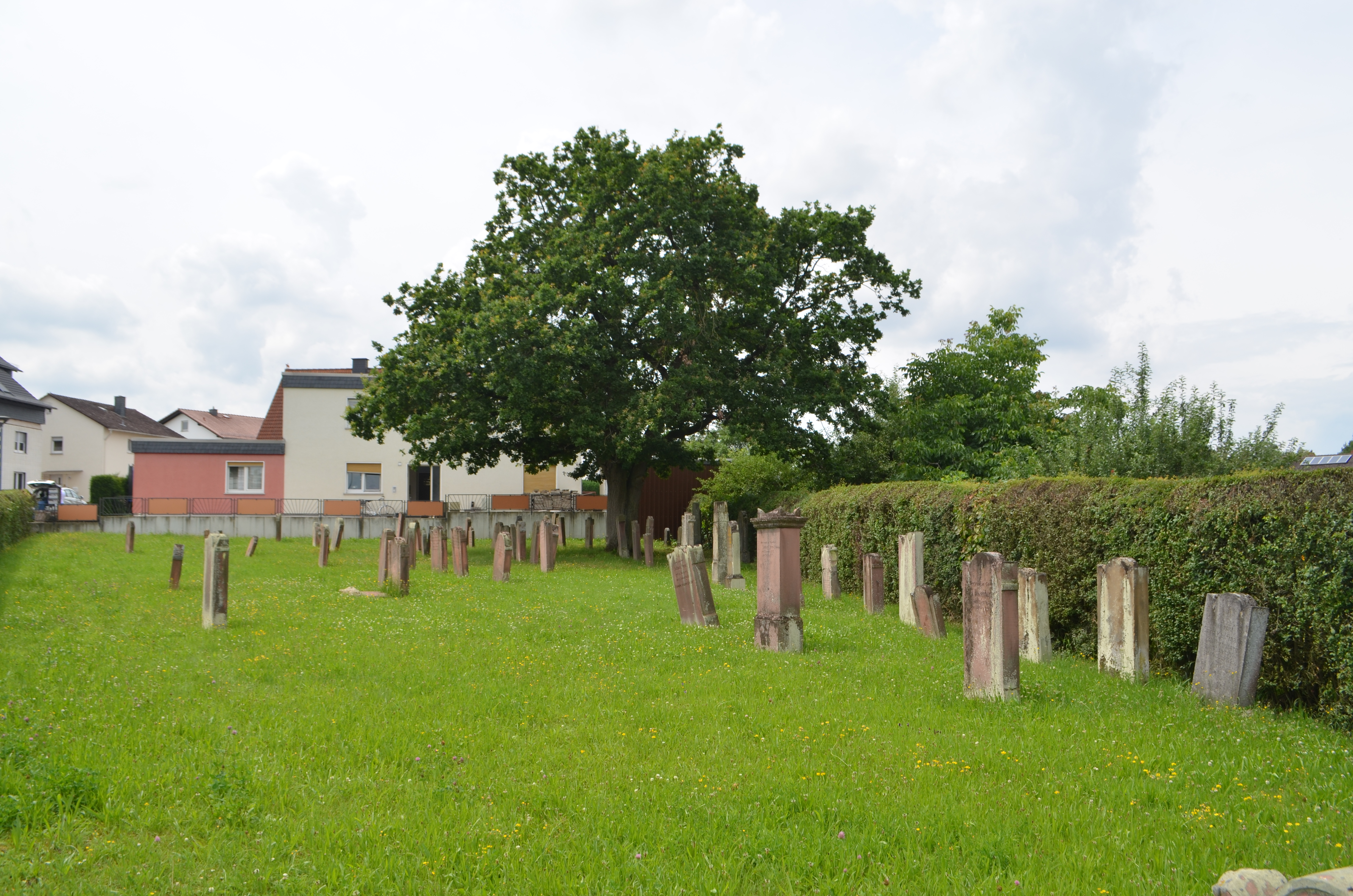
Jüdischer Friedhof Staden

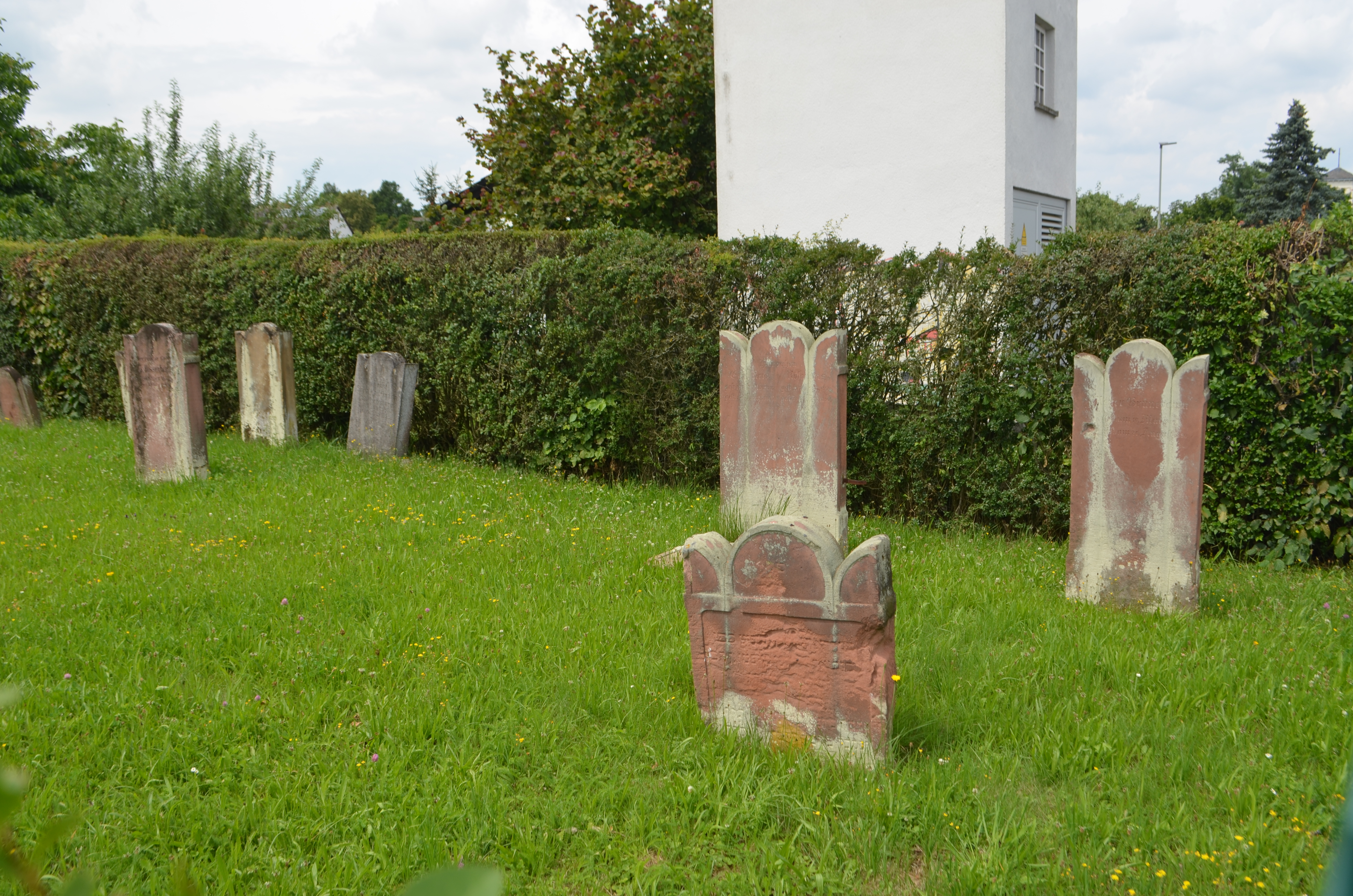
Einzelne Grabsteine

Der jüdische Friedhof Staden in Staden, einem Stadtteil von Florstadt im mittelhessischen Wetteraukreis in Hessen, befindet sich südlich vom historischen Ortskern und südlich der Mockstädter Straße (Bundesstraße 275) innerhalb der heutigen Ortslage an der Ecke der Straßen Hinter den Tannen und Römerstraße.

## Beschreibung
Der jüdische Friedhof Staden wurde vermutlich im 18. Jahrhundert als Begräbnisstätte auf einer für das damals kleine Dorf großen Parzelle am Ortsrand angelegt. Er wurde für Beerdigungen von jüdischen Einwohnern ab dem 18. Jahrhundert genutzt, da Staden bereits um 1700 über eine eigene jüdische Gemeinde verfügte. Auf dem Friedhof sind viele gut erhaltene Grabsteine bestehen geblieben.
Das Areal des Friedhofs besteht aus einer trapezförmigen Fläche, welche heute in die Bebauung des Ortes integriert ist und wird von zwei Heckenreihen an den Längsseiten, einer privat errichteten Betonsteinmauer auf dem Nachbargrundstück und einem Metallgitterzaun mit einem Tor an der Straßenecke Hinter den Tannen und Römerstraße abgegrenzt.
Die Friedhofsfläche umfasst 8,09 Ar und ist im Denkmalverzeichnis des Landesamts für Denkmalpflege Hessen als Kulturdenkmal aus geschichtlichen Gründen eingetragen.